# Osservatorio Jarnac
| 117329 Spencer         | 9 dicembre 2004   |
| 117586 Twilatho        | 3 marzo 2005      |
| 120349 Kalas           | 12 dicembre 2004  |
| 128895 Bright Spring   | 4 ottobre 2004    |
| 129101 Geoffcollyer    | 9 dicembre 2004   |
| 152146 Rosenlappin     | 9 giugno 2005     |
| 154902 Davidtoth       | 12 settembre 2004 |
| 154938 Besserman       | 4 ottobre 2004    |
| 157258 Leach           | 12 settembre 2004 |
| 157494 Durham          | 11 settembre 2005 |
| 167748 Markkelly       | 12 dicembre 2004  |
| 175166 Adirondack      | 3 marzo 2005      |
| 175203 Kingston        | 31 marzo 2005     |
| 177667 Schieven        | 3 marzo 2005      |
| 184280 Yperion         | 13 gennaio 2005   |
| 198450 Scattolin       | 9 dicembre 2004   |
| 217366 Mayalin         | 4 ottobre 2004    |
| 223950 Mississauga     | 9 dicembre 2004   |
| 226861 Elimaor         | 14 ottobre 2004   |
| 260235 Attwood         | 12 settembre 2004 |
| 274137 Angelaglinos    | 28 marzo 2008     |
| 298877 Michaelreynolds | 23 settembre 2004 |
| 339223 Stongemorin     | 13 ottobre 2004   |
| 380607 Sharma          | 5 ottobre 2004    |

L'osservatorio Jarnac (in inglese: Jarnac Observatory) è un osservatorio astronomico statunitense situato a Vail in Arizona alle coordinate 31°58′34″N 110°43′07″W. Il suo codice MPC è G92 Jarnac Observatory, Vail.
L'osservatorio è gestito privatamente dagli astronomi e coniugi David e Wendee Levy.
Il Minor Planet Center lo accredita per le scoperte di centosessantanove asteroidi effettuate tra il 2004 e il 2010. Inoltre presso di esso, i due fondatori e altri astronomi hanno scoperto altri asteroidi accreditati a titolo personale.
L'osservatorio è accreditato anche per la scoperta della cometa periodica P/2010 E2 Jarnac.